# Adriana
Pour les articles homonymes, voir Adriana (homonymie).
Genre

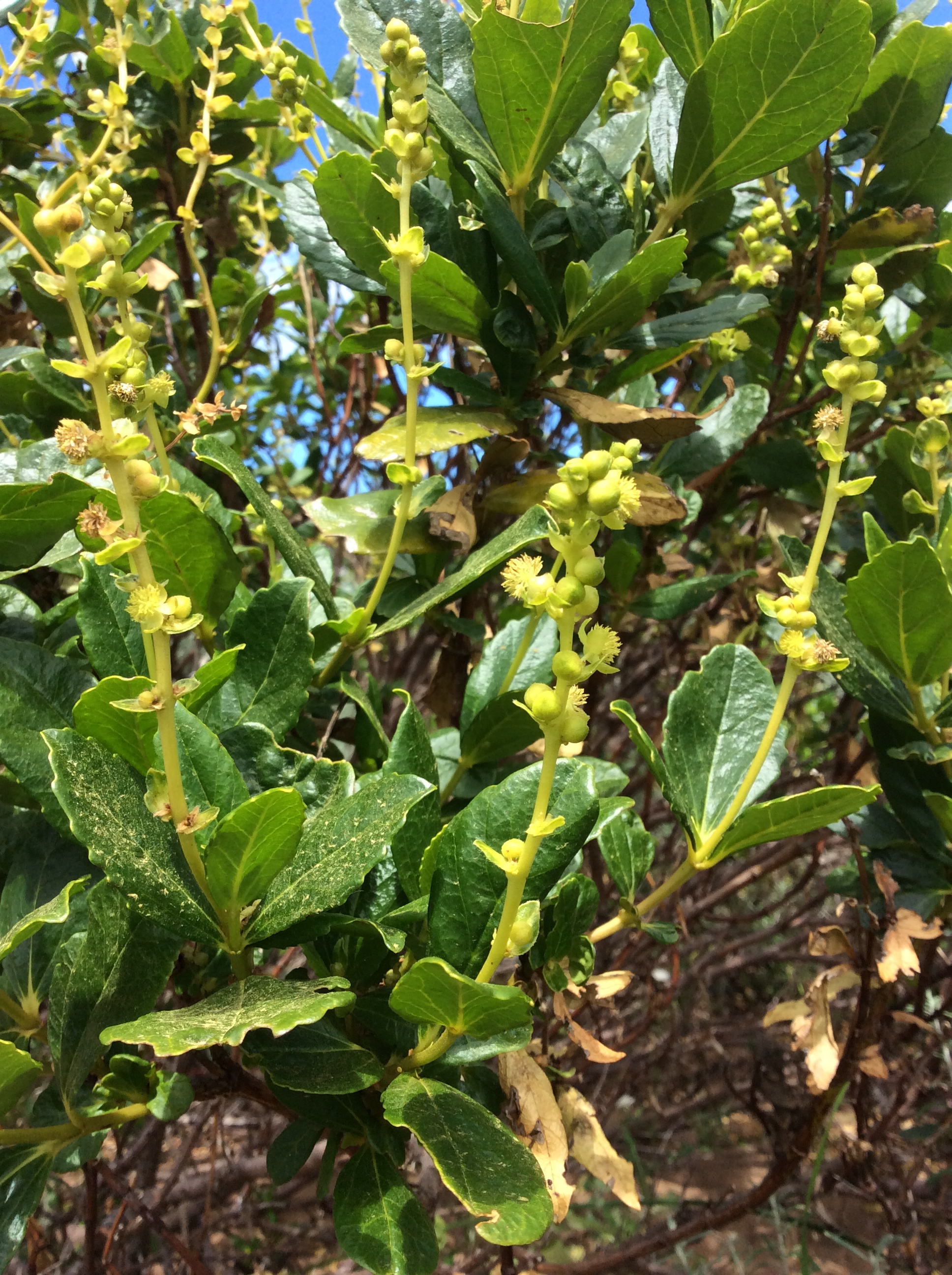
Détail d’un plant de Adriana quadripartita

Adriana est un genre de plantes de la famille des Euphorbiacées. Il est endémique en Australie.

## Liste des espèces
Selon Catalogue of Life (25 juillet 2017) :
- Adriana quadripartita (Labill.) Gaudich.
- Adriana urticoides (A.Cunn.) Guymer ex P.I.Forst.